# Port Royal
Port Royal er en by på Jamaica, beliggende på spidsen af halvøen Palisadoes ved indsejlingen til Kingston Harbour. Byen var hovedby på Jamaica frem til 1692, da den blev ramt af et jordskælv, der kombineret med en tsunami fik to tredjedele af byen til at synke ned i sandet.
17°56′15″N 76°50′29″V / 17.9375°N 76.8414°V